# Chantal Barry
Pour les articles homonymes, voir Barry.
Chantal Barry, née en août 1956, est une productrice de télévision et de cinéma française. 

## Biographie
Née en août 1956, Chantal Barry est étudiante en médecine quand elle rencontre son mari. Jean-Pierre Barry créée sa première entreprise en Belgique à l'âge de 23 ans, après un début de carrière dans la banque. En 1974, il décide de vivre sa passion pour l'image en devenant cadreur, puis il se spécialise dans le reportage. 
Chantal Barry est réalisatrice quand ils fondent en 1983 leur entreprise Euro Media Télévision. Ils se concentrent alors sur la prestation de services dans l'audiovisuel et fabriquent un autocar avec du matériel miniaturisé avec pour premier client la chaîne France 3. 
En 2001, le couple Barry aide Vincent Bolloré à s'introduire sur le marché des médias en associant lors de la privatisation en 2001 de la Société française de production (SFP) par Euro Média,. À cette période, SFP est un acteur de premier ordre dans le domaine d'activité de la prestataire technique et inhibe la croissance d'Euro Media dans cette spécialité. Les Barry fournissent dans les années 2010 les émissions comme Secret Story, la Star Academy, Les Enfants de la télé, le Téléthon, pour Coupe du monde de football, le Tour de France, les Jeux olympiques, l'European Tour de golf ou encore Roland Garros.

### ZeWatchers
En 2014, Chantal Barry crée la fondation ZeWatchers avec son mari et ses associés historiques Luc et Anne Geoffroy, ainsi qu'avec Muriel et Eric Célérier, pasteur protestant et fondateur du site évangélique TopChrétien. La fondation a pour objectif de diffuser dans les médias français « des produits [...] qui parlent de spiritualité » selon une inspiration chrétienne,. Depuis 2016, Chantal Barry en est à la tête. Jean-Pierre Barry meurt en 2018.